# Nordost-Institut
Das Nordost-Institut – Institut für Kultur und Geschichte der Deutschen in Nordosteuropa e. V. (Abk.: IKGN) ist ein An-Institut der Universität Hamburg in Lüneburg in der Rechtsform eines eingetragenen Vereins.

## Profil und Geschichte
Das Nordost-Institut ist 2002 aus zwei Einrichtungen hervorgegangen, die bis dahin unabhängig voneinander arbeiteten: dem Institut Nordostdeutsches Kulturwerk in Lüneburg und dem Institut für Deutschland- und Osteuropaforschung. Die Gründung war ein Teil der Konzeption zur Erforschung und Präsentation deutscher Kultur und Geschichte im östlichen Europa, welche die Bundesregierung im September 2000 beschlossen hatte.
Als Forschungseinrichtung arbeitet das Nordost-Institut auf der Grundlage eines Kooperationsvertrages (An-Institut) vor allem mit der Universität Hamburg, aber auch mit anderen Hochschulen zusammen.
Das Institut führt Forschungsprojekte und Tagungen durch, initiiert und betreut wissenschaftliche Publikationen, gibt jährlich das „Nordost-Archiv. Zeitschrift für Regionalgeschichte“ im Eigenverlag und eine eigene Publikationsreihe „Veröffentlichungen des Nordost-Instituts“ im Harrassowitz Verlag Wiesbaden heraus und führt die „Nordost-Bibliothek“ als Spezialsammlung wissenschaftlicher Literatur zur nordosteuropäischen Geschichte.
Die Satzung des IKGN e. V. bildet seine rechtliche, organisatorische und inhaltliche Grundlage, die durch die Arbeit der Gremien (Vorstand, Kuratorium, Mitgliederversammlung) gewährleistet wird.

## Finanzierung
Das Institut wird aus Mitteln der Beauftragten der Bundesregierung für Kultur und Medien (BKM) finanziert. Hinzu kommen für einzelne Projekte Drittmittel.
Im Bericht der Bundesregierung 2023 nach § 96 BVFG lautet es: „Das ausschließlich vom Bund geförderte Institut für Kultur und Geschichte der Deutschen in Nordosteuropa e. V. (IKGN) – Nordost-Institut – erhielt 2021 1,810 Mio. Euro und 2022 1,844 Mio. Euro.“

## Forschung und Lehre
Schwerpunkte der geschichts- und kulturwissenschaftlichen Forschungen bilden die Geschichte und Kultur Nordost- und Osteuropas im 19. und 20. Jahrhundert mit den in der Satzung genannten regionalen Schwerpunkten Polen, Baltikum und Russland. Thematisch stehen die vielfältigen Verflechtungen dieser Regionen und ihrer Bewohner mit der deutschen Geschichte im Mittelpunkt. Die acht Wissenschaftler orientieren sich dabei an fünf Leitbegriffen, die den Rahmen der Forschungs- und Publikationstätigkeit umschreiben:
- Regionalgeschichte
- Beziehungsgeschichte
- Minderheitengeschichte
- Kulturgeschichte
- Historiografiegeschichte

In den drei regionalen Arbeitsbereichen (Polen, Baltikum, Russland) sowie einem interdisziplinären Arbeitsbereich (Vergleichende Sozial- und Mentalitätsgeschichte) arbeiten die Wissenschaftler sowohl gemeinsam an einem größeren Forschungsprojekt (2011–2016: „Individuum und Gesellschaft in Ost- und Nordosteuropa“) als auch an Einzelprojekten im Rahmen eigener Forschungsschwerpunkte.
Gleichzeitig nehmen die Wissenschaftler Lehraufträge vor allem an der Partneruniversität Hamburg, darüber hinaus an weiteren deutschen Universitäten sowie an Hochschulen im Ostseeraum wahr.

## Veröffentlichungen
Das Institut gibt die Zeitschrift „Nordost-Archiv. Zeitschrift für Regionalgeschichte“ sowie die Schriftenreihe „Veröffentlichungen des Nordost-Instituts“ heraus.
Die Themenbände des einmal jährlich erscheinenden Nordost-Archiv. Zeitschrift für Regionalgeschichte beschäftigen sich seit 1992 mit der Geschichte und Kulturgeschichte des nordöstlichen Europa, vor allem der Regionen, in denen Deutsche und andere ethnische Gruppen als Mehrheit oder Minderheit neben- und miteinander gelebt haben. Sie orientieren sich an regional- und beziehungsgeschichtlichen sowie kulturwissenschaftlichen Fragestellungen, die das spezifisch multiethnische Spannungsfeld Nordosteuropas erschließen.
Die wissenschaftliche Reihe Veröffentlichungen des Nordost-Instituts erscheint seit 2006 im Harrassowitz Verlag Wiesbaden. Im Vordergrund der Reihe stehen Monografien zu Aspekten der Geschichte Nordosteuropas. Der zeitliche Rahmen der Veröffentlichungen des Nordost-Instituts reicht vom späten Mittelalter bis zu Fragen der Zeitgeschichte, inhaltlich entsprechen die Themen den Forschungsschwerpunkten des Instituts.

## Nordost-Bibliothek
Die Nordost-Bibliothek ist eine wissenschaftliche Spezialbibliothek zur Regionalgeschichte des nördlichen Ostmitteleuropa und zur Geschichte der Russlanddeutschen. Der Gesamtbestand umfasst circa 160.000 Medieneinheiten. Zum Bestand gehören folgende Sondersammlungen:
- Sammlung Kaegbein: circa 12.000 Bände zur Geschichte und Kultur der Deutschbalten
- Sammlung Undritz: circa 1.400 Bände mit Materialien zur baltischen und russischen Geschichte und zu Kulturgeschichte und Landeskunde
- Sammlung Heise: circa 12.000 Bände mit Literatur über Polen, die Provinzen Posen und Westpreußen, die Deutschen in Polen und die deutsch-polnischen Beziehungen
- Ansichtspostkarten und Veduten: circa 35.000 Ansichtspostkarten und circa 3.000 Blatt Druckgrafiken
- Landkarten: circa 12.000 Blatt. Die Sammlung der Landkarten enthält Altkarten, mit deren Digitalisierung 2008 in Kooperation mit der Martin-Opitz-Bibliothek in Herne begonnen wurde.

Die Buch- und Zeitschriftenbestände sind über den Campus-Katalog der Staats- und Universitätsbibliothek Hamburg und (bis einschließlich Erwerbungsjahr 2016) im Verbundkatalog östliches Europa online recherchierbar.

## Forum
Das Nordost-Institut macht seine Forschungen zu Nordosteuropa einer breiteren Öffentlichkeit zugänglich und stellt sie zur Diskussion. Es veranstaltet regelmäßig Tagungen zu speziellen Themen sowie Vortragsreihen:
- 2011: Tourismus im Ostseeraum
- 2012: Deportationen in Stalins Sowjetunion
- 2013: Wandel und Anpassung in der Geschichte Estlands 16.–20. Jahrhundert

## Personen und Zuständigkeiten
Stand: September 2019
- Direktor Joachim Tauber: Litauen
- Victor Dönninghaus: Russland
- Dmytro Myeshkov: Russland
- Detlef Henning: Lettland
- David Feest: Estland und Nordwestrussland
- Agnieszka Pufelska: Polen
- Katrin Steffen: Polen
- Anja Wilhelmi: Sozialgeschichte und Mentalitätsgeschichte.